# Vypálenky
Přírodní památka Vypálenky se nachází severozápadně od Veselí nad Moravou, v jihovýchodní části obce Moravský Písek. Území protíná silnice I/54 Slavkov u Brna – Strání. Předmětem ochrany je mokřadní biotop údolní nivy řeky Moravy s výskytem bohatých společenstev obojživelníků, především evropsky významných druhů kuňky obecné (Bombina bombina) a čolka dunajského (Triturus dobrogicus). Chráněné území plní funkci hnízdiště a tahové zastávky mokřadních ptáků a stanoviště významných společenstev rostlin a bezobratlých živočichů s velmi početným zastoupením zvláště chráněných druhů. Přírodní památka je zároveň součástí stejnojmenné evropsky významné lokality a ptačí oblasti Bzenecká Doubrava – Strážnické Pomoraví soustavy Natura 2000 s rozlohou téměř dvanáct tisíc hektarů. Z kriticky ohrožených druhů živočichů se zde kromě čolka dunajského vyskytují listonoh jarní (Lepidurus apus), křepčík obroubený (Cybister lateralimarginalis), skokan skřehotavý (Rana ridibunda) a vodomil (Hydrophilus atterimus).